# Arbër Shytani
Arbër Shytani (sinh 25 tháng 1 năm 1985 ở Shkodër) là một cầu thủ bóng đá Albania thi đấu ở vị trí hậu vệ cho Besëlidhja Lezhë ở Giải bóng đá hạng nhất quốc gia Albania.